# Centaurea thessala
Centaurea thessala — вид квіткових рослин родини айстрових (Asteraceae). Ареал: пн.-сх. і пн.-цн. Греція (Фессалія).
Місце проживання: кам'янисті схили, необроблені поля та межі оброблених полів.